# Guincourt
Guincourt é uma comuna francesa na região administrativa de Grande Leste, no departamento Ardenas. Estende-se por uma área de 5,2 km². Em 2010 a comuna tinha 87 habitantes (densidade: 16,7 hab./km²).